# Tension (Albert-Mangelsdorff-Album)
Tension ist ein Jazz-Album, das das Albert Mangelsdorff Quintett vom 8. bis 11. Juli 1963 in Frankfurt am Main einspielte. Es erschien 1964 bei Columbia Records und war das erste Album der Gruppe.

## Das Album
Tension war 1963 die erste Veröffentlichung einer Plattenreihe, die Horst Lippmann für das US-amerikanische Plattenlabel Columbia Records produzierte. „Sie wird von mir als unabhängigem, freien Produzenten eingerichtet, ohne Rücksicht auf finanzielle Erwägungen“, schrieb Lippmann im Jazz Podium. Unabhängig vom Zwang, Moden und Trends abzubilden, sollten die Aufnahmen dieser Reihe zuallererst künstlerischen Kriterien genügen. Lippmann trug das finanzielle Risiko selbst. Das Cover des Albums gestaltete Günther Kieser.
Für die erste Produktion dieser Reihe wählte Lippmann Mangelsdorff aus: Tension war das erste Album, das Mangelsdorff mit seinem Quintett, das in dieser Besetzung die nächsten fünf Jahre bestand, aufnehmen konnte. Toningenieur war Dieter von Goetze.
Für Mangelsdorff selbst bedeutete dieses Album „eine gewisse Zäsur“ in seiner Entwicklung; zusätzlich zu seiner Arbeit im hr-Jazzensemble hätte mit dem 1962 entstandenen Animal Dance und noch weiterführender mit Tension „eigentlich eine neue Phase“ begonnen: „Für mich war es der Beginn dessen, von dem ich sagen könnte: Ab hier gilt’s.“ Als das Spezifische dieser LP betrachtete der Posaunist, dass „hier eine europäische Gruppe eine ziemlich originelle Musik gemacht hat und durchweg eigene Kompositionen spielte. Das war etwas, was man in Europa weniger gehört hatte.“
Albert Mangelsdorff wies darauf hin, dass die meisten Gruppen zu dieser Zeit fast nur Jazzstandards spielten. Mangelsdorff äußerte weiter zu dieser Haltung:

„Jede Kunst ist ja Ausdruck der Zeit, in der sie entsteht und Reflexion der Umwelt, in der wir leben. Deshalb sollte ein Jazzmusiker in Europa nicht von sich verlangen, so zu spielen wie ein farbiger Musiker in New York oder Chicago, er sollte es nicht versuchen, und man sollte es nicht von ihm erwarten, einfach weil seine Probleme andere sind und sein Lebenskreis anderen Bedingungen unterworfen ist.“

Mangelsdorff meinte weiter, dass „viele europäische Jazzmusiker nicht genügend von dieser Freiheit, sich selbst, ihre Persönlichkeit auszudrücken, Gebrauch machen – und sei es auch nur, um sich musikalisch von einem Vorbild, einem Idol zu lösen, das sie bewundern.“

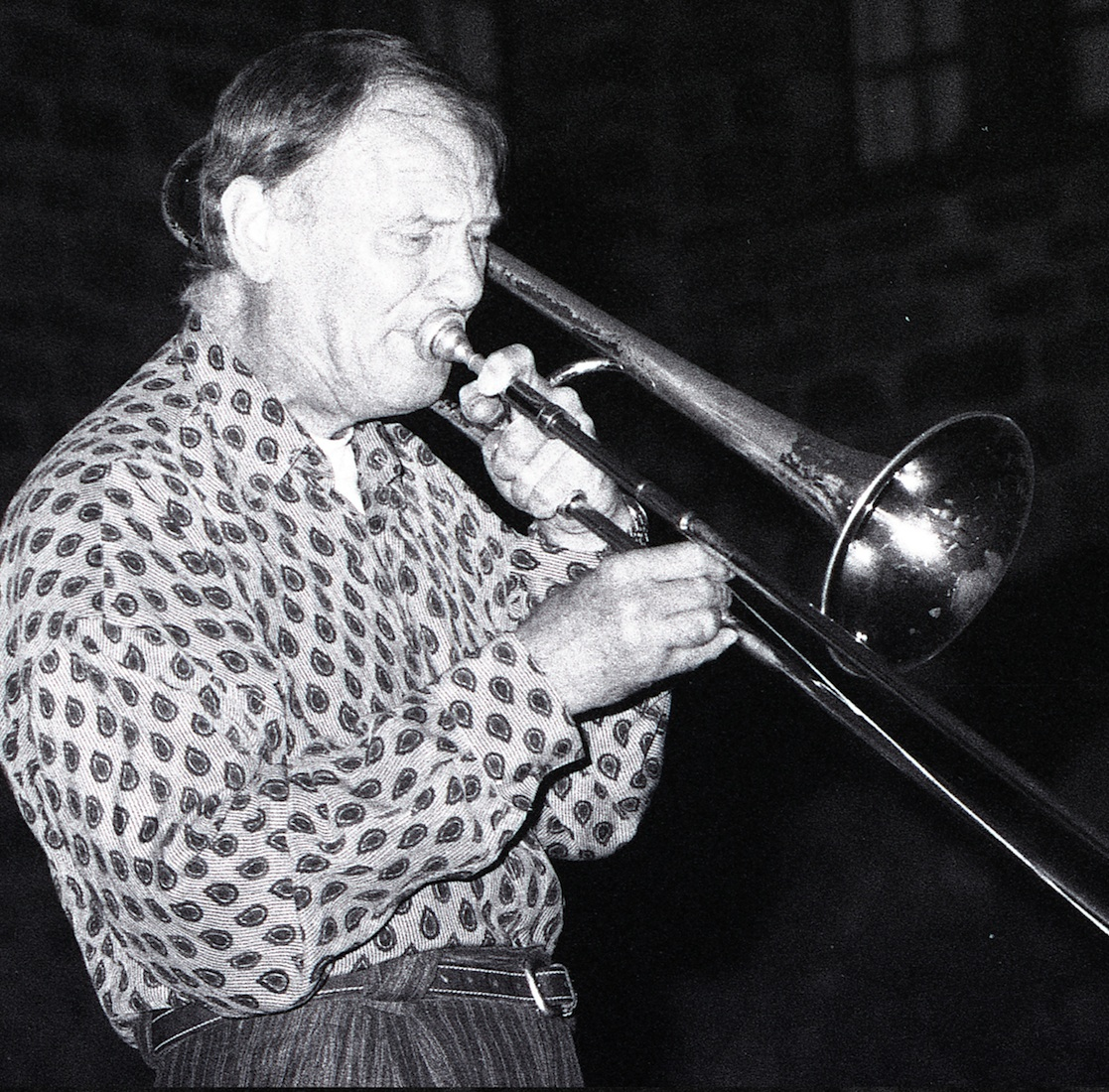
Albert Mangelsdorff 1992

## Titelliste
- Albert Mangelsdorff Quintet: Tension (CBS  62336)
  - A1 Club Trois 5:52
  - A2 Blues du Domicile 11:14
  - A3 Set'em Up 6:10
  - B1 Varié 7:26
  - B2 Tension 10:33
  - B3 Ballade für Jessica Rose 3:58

## Rezeption
Der Herausgeber des Down Beat, Don DeMichael, bewertete das Album mit viereinhalb von fünf möglichen Punkten; besonders erwähnenswert fand der „diesen delikaten Hauch von Freiheit, der sich auch in den besten Arbeiten unserer eigenen Avantgarde findet.“ Mangelsdorff erwähnte in seinen Interviews mit Bruno Paulot die Resonanz, die das Album in den Vereinigten Staaten erfuhr; der Kritiker des Down Beat habe zu dieser Zeit konstatiert, „unser Ensemblespiel sei besser als das amerikanischer Gruppen“.
Jürgen Schwab zufolge geriet Tension „zu einem Manifest nicht nur für die Klasse und Eigenständigkeit des Ensembles, sondern des europäischen Jazz überhaupt.“ Die drei Bläser nutzten „die durch das Fehlen eines Harmonieinstrumentes entstehende größere Freiheit und begannen, sich vom Hardbop-Idiom zu lösen. Besonders Albert Mangelsdorff zeigtge einen ausgeprägten Personalstil.“ An das Album vergab hingegen Allmusic lediglich drei (von fünf) Sternen.
Das Album gehörte in Westdeutschland in den 1960er Jahren „zeitweise zu den zehn bestverkauften CBS-Platten.“ Signalwirkung für den DDR-Jazz hatte sowohl die erste Tournee des Albert-Mangelsdorff-Quintetts in der DDR als auch die Veröffentlichung der LP One Tension auf Amiga im September 1965. Bert Noglik nennt die Mangelsdorff-LP und Solarius von Joachim und Rolf Kühn als die beiden ersten Jazzplatten, die er besaß.

## Editorischer Hinweis
Das Album Tension erschien als Mono-LP erstmals 1963 bei Columbia; 1965 veröffentlichte Amiga in der DDR eine Lizenzausgabe unter dem Titel One Tension (AMIGA 850038). 1970 wurde das Album ebenfalls unter One Tension bei CBS/Sony herausgebracht (SONP 50278, SONP-50278); 1979 folgte eine erneute Ausgabe in Westdeutschland bei L+R Records (LR 41.001). Als Compact Disc wurde es erstmals 1993 von L+R Records als Tension! im Vertrieb von Bellaphon Records (CDLR 71002) veröffentlicht; eine Neuauflage erschien 2012 unter One Tension bei Bellaphon (6-2-039).